# Грантвілл (Джорджія)
Грантвілл (англ. Grantville) — місто (англ. city) в США, в окрузі Ковета штату Джорджія. Населення — 3103 особи (2020).

## Географія
Грантвілл розташований за координатами 33°14′17″ пн. ш. 84°49′41″ зх. д. / 33.23806° пн. ш. 84.82806° зх. д. (33.238159, -84.827997).  За даними Бюро перепису населення США в 2010 році місто мало площу 14,51 км², з яких 14,46 км² — суходіл та 0,05 км² — водойми.

## Демографія
Згідно з переписом 2010 року, у місті мешкала 3041 особа в 1035 домогосподарствах у складі 800 родин. Густота населення становила 210 осіб/км².  Було 1169 помешкань (81/км²).
Расовий склад населення:
| - 72,8 % — білих - 22,3 % — чорних або афроамериканців - 1,1 % — азіатів - 0,1 % — корінних американців - 1,2 % — осіб інших рас |

До двох чи більше рас належало 2,6 %. Частка іспаномовних становила 4,5 % від усіх жителів.
За віковим діапазоном населення розподілялося таким чином: 32,7 % — особи молодші 18 років, 60,6 % — особи у віці 18—64 років, 6,7 % — особи у віці 65 років та старші. Медіана віку мешканця становила 29,7 року. На 100 осіб жіночої статі у місті припадало 95,4 чоловіків;  на 100 жінок у віці від 18 років та старших — 90,8 чоловіків також старших 18 років.
Середній дохід на одне домашнє господарство  становив 54 562 долари США (медіана — 48 125), а середній дохід на одну сім'ю — 61 887 доларів (медіана — 60 759). Медіана доходів становила 41 250 доларів для чоловіків та 29 639 доларів для жінок. За межею бідності перебувало 14,5 % осіб, у тому числі 19,4 % дітей у віці до 18 років та 7,9 % осіб у віці 65 років та старших.
Цивільне працевлаштоване населення становило 1339 осіб. Основні галузі зайнятості: виробництво — 22,0 %, науковці, спеціалісти, менеджери — 15,4 %, освіта, охорона здоров'я та соціальна допомога — 14,0 %, роздрібна торгівля — 13,1 %.